# Clusia ducu
Clusia ducu là một loài thực vật có hoa trong họ Bứa. Loài này được Benth. mô tả khoa học đầu tiên năm 1844.